# Richard Bergh
Richard Bergh (født 28. december 1858 i Stockholm, død 29. januar 1919 i Storängen, Nacka) var en svensk kunstner, kunstredaktør og museumsbestyrer. Han var overintendant ved det nationale kunstmuseum Sveriges Nationalmuseum i Stockholm fra 1915. Han var også stærkt engageret i det svenske Konstnärsförbundet, der eksisterede 1886-1920.
Bergh tilhørte sammen med Karl Nordström og Nils Kreuger den æstetiske retning kendt som Varbergsskolan. Han var en af lederne i generationen fra 1880'erne, der blev involveret i naturalisme og udendørs maleri ('pleinairisme'); han gik i 1890'erne videre i nationalromantisk retning.
Blandt de vigtigste i Berghs produktion er en række portrætter, især af hans forlovede og kone, af Hjalmar Branting, Gustaf Fröding og andre kunstnerkolleger.
| - Portrætter - Konstnärens hustru. Helena Maria Klemming, †1889. Berghs første hustru - Porträtt av Hjalmar Branting (1912). Nationalmuseum. - Porträtt av Gustaf Fröding (1909). 'Bonnierska porträttsamlingen' på Nedre Manilla, villa i Djurgården - Gustaf Fröding (ukendt dato). Findes på Nedre Manilla |

Senere bevægede han sig i retning af mystiske og overnaturlige motiver. Blandt hans mere kendte værker er Efter avslutad seance, Riddaren och jungfrun, Nordisk sommarkväll og Waldemar Atterdags flotta seglande utanför Visby.
| - Især kendt for - Efter avslutad seans (1884) Malmø Kunstmuseum. - Riddaren och jungfrun (1897) Thielska galleriet, Djurgården - Nordisk sommarkväll (1899-1900) Fürstenbergska galleriet |

Han bosatte sig i 1904 i Nacka ved Stockholm, hvor han fik arkitekten Albin Brag til at tegne en villa i tydelig nationalromantisk i stil med et rummeligt atelier.
| - Villa Bergh i Nacka af Albin Brag - Berghs villa fra 1904 i Nacka ved Stockholm - Atelier i 'Villa Bergh' |

| - Andre portrætter - Porträtt av målaren Nils Kreuger (1883). Statens Museum for Kunst. - Konstnären Eva Bonnier (1889). Nationalmuseum. - Porträtt av docent Martin Lamm (1904). - Porträtt av August Strindberg (1905). Bonnierska porträttsamlingen - Porträtt av professor Svante Arrhenius (1911). - Porträtt av Gustaf Ekman (1912). |